# Václav František Suk
Václav František Suk (29. listopadu 1883 Chlistov – 1. července 1934 Praha) byl středoškolský profesor, redaktor, spisovatel a kritik v oboru dětské literatury, překladatel z francouzštiny, jeden ze zakládajících členů Společnosti přátel literatury pro mládež.

## Život
Václav František Suk se narodil v jihočeském Chlistově Boženě a Františkovi Sukovým. Část dětství prožil v Rusku, v Archangelsku, kde působil jeho otec jako sládek v pivovaru. V roce 1890 se rodina přestěhovala zpět do Chlístova, kde otec umřel a Václavovu výchovu přejal dědeček z matčiny strany, řídící učitel ve výslužbě. Po absolvování gymnázia v Klatovech pokračoval v roce 1902 na Filozofické fakultě Univerzity Karlovy v Praze ve studiu francouzštiny a češtiny. Během studií v Praze se seznámil se svou budoucí manželkou Žofií Jíchovou.
S manželkou Žofií byli rodiči tří synů Václava ( nar. 1908), Cyrila (nar. 1912) a Tomáše (nar. 1921). V roce 1905 absolvoval jeden semestr na univerzitě v Lausanne. Během let 1906/1907 složil závěrečné zkoušky a zároveň vykonával povinnou praxi jako pomocný učitel na vyšší reálce na Žižkově. V září 1907 dostal dekret na působení v Plzni, kde začal vyučovat na dívčím lyceu. Zde působil čtyři roky a pod vedením ředitele Aloise Vaňury začal přispívat do Věstníku českých profesorů prvními recenzemi učebnic francouzštiny a referáty o knihách pro mládež do redakce Pedagogických rozhledů. Od roku 1911 se staly Sukovým působištěm Pardubice, kde započala naplno jeho práce v oblasti literatury pro děti a mládež. Na reálném gymnáziu v Pardubicích působil do roku 1918, kdy se i s rodinou přestěhoval do Prahy, do bytu na Táborské třídě 19. V Riegrových sadech získala Společnost přátel literatury pro mládež, jejíž byl Suk zakládajícím členem a prvním předsedou, dvě místnosti ve vile Saracinka (Vozová) pro knihovnu literatury pro mládež. Václav František Suk byl zároveň profesorem češtiny a francouzštiny na gymnáziu v Křemencové ulici v Praze. Rodina se v Praze stěhovala ještě jednou, do bytu v ulici Na bojišti 1457 v Praze 2. Krátce po jeho padesátých narozeninách mu byla diagnostikována rakovina žaludku. Nemoci podlehl 1. července 1934.

## Dílo
Spolu s Františkem Šimkem vydal v roce 1917 sbírku úloh České úkoly na školách středních a ústavech učitelských: sbírka themat, osnov k úkolům i ukázek úloh vypracovaných, v roce 1919 knihu O Janu Nerudovi, jak žil, co vykonal a v roce 1920 napsal první Seznam dobré četby dětem.

### Seznam dobré četby dětem
Roku 1924 vydal své největší dílo, publikaci Dětská literatura česká: příručka dějin literárních pro školu, knihovny, i širší veřejnost. Svými literárně historickými a kritickými pracemi pravidelně přispíval do časopisů Úhor, Pedagogické rozhledy a Střední školy. Byl rovněž jedním ze zakladatelů a vůdčích osobností Společnosti přátel literatury pro mládež v republice Československé, která byla ustavena na schůzi v Praze na Vinohradech v prosinci roku 1919.

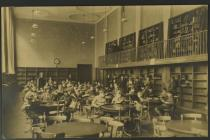
Dětská čítárna pražská Knihovny českých spisů pro mládež, 1931. V. F. Suk na stojící na galerii.

### Knihovna českých spisů pro mládež
Byl hlavním iniciátorem vybudování největší sbírky literatury pro děti a mládež u nás, nazvané Knihovna českých spisů pro mládež. Sbírka byla založena v roce 1919 a profesor Suk vymezil hlavní zásady budování knihovny a cíle její činnosti. Zařazovány do ní měly být knihy pro mládež vydané v češtině a slovenštině a měla sloužit odborné veřejnosti jako zázemí pro rozvoj literární kritiky a historie v oblasti literatury pro děti a mládež. Roku 1924 měla knihovna již 16 000 svazků. Nyní je Sukova studijní knihovna literatury pro mládež součástí Pedagogické knihovny J. A. Komenského, a je největší relativně úplnou sbírkou literatury pro děti a mládež, vydávané na území naší republiky od konce 18. století po současnost. Vedle dětské literatury v češtině (do r. 1992 i ve slovenštině) jsou v knihovně také české časopisy pro děti a mládež a výběrově česká a zahraniční teoretická literatura tohoto oboru. Sukova knihovna je členem České sekce IBBY Mezinárodní sdružení pro dětskou knihu, podílí se na zajištění zázemí pro průběh soutěže Zlatá stuha.
Profesor Suk se svými spolupracovníky usiloval o získání povinného výtisku pro knihovnu, dosáhl však pouze vydání výnosu, na základě kterého byly knihovně povinně nabízeny duplikáty knih vyřazovaných ze školních knihoven, rozvíjel čilé mezinárodní styky, organizoval předvánoční prodejní výstavy dětských knih a vydával bibliografický přehled kvalitních knih pro děti s názvem Dobré knihy dětem. Zasloužil se rovněž o rozvoj a lepší úroveň žákovských knihoven. Přestože profesor Suk zemřel v pouhých 50 letech, v jeho odkazu pokračovali další následovníci a jím založená sbírka pojmenovaná na jeho počest Sukova studijní knihovna literatury pro děti a mládež se dále rozvíjela a rozvíjí, v současnosti jako součást fondů Pedagogické knihovny v rámci Národního pedagogického muzea a knihovny J. A. Komenského v Praze.

## Odkaz díla V. F. Suka

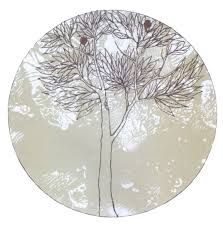
Cena SUK – Čteme všichni, návrh Naděždy Potůčkové, rok 1993.

### Cena Suk – Čteme všichni na podporu čtenářské gramotnosti
Na počest Františku Václavu Sukovi organizuje Národní pedagogické muzeum a knihovna J. A. Komenského, Sukova studijní knihovna literatury pro mládež ve spolupráci s Klubem dětských knihoven SKIP celostátní dětskou čtenářskou anketu Suk – čteme všichni. Anketa o nejoblíbenější dětskou knihu, vydanou v uplynulém roce, byla poprvé vyhlášena v roce 1993. Od počátku měla pomáhat knihovníkům, učitelům i rodičům orientovat se v rozsáhlé nabídce publikací pro děti na knižním trhu. Cena je vyhlašována na podporu čtenářské gramotnosti dětí a mládeže a klade si za cíl upozornit pedagogickou a ostatní veřejnost na nové tituly v této oblasti literatury. Zároveň reflektuje čtenářské preference současných dětí. Z více než čtvrt století trvání ankety vyjádřilo svůj čtenářský názor již více než 50 tisíc dětí. Cena se uděluje ve třech kategoriích. Anketa dětí je jednou z nich. Další ocenění vyhlašuje odborná porota složená z knihovníků, učitelů a literárních teoretiků. Od roku 2019 je vyhlašována také kategorie pro knihovny základních a středních škol – Počin školních knihoven.